# Ордруф
Ордруф је мали немачки град у савезној држави Тирингија. Налази се у округу Гота, око 30 километара југозападно од Ерфурта.
Ордруф је између 724. и 726. основао Свети Бонифације, који је овде основао први манастир у Тирингији посвећен Светом Михаилу. У Ордруфу је крајем 17. века Јохан Себастијан Бах провео пет година свога детињства. У 19. веку град је био познат по производњи лутака.